# Oliviero Serdoz
Oliviero Serdoz (Fiume, 5 marzo 1907 – Venezia, 7 ottobre 1978) è stato un calciatore italiano, di ruolo attaccante.

## Carriera

### Giocatore
Gioca nel Padova nella stagione 1927-1928 collezionando 18 presenze e 4 gol. Nella stagione 1928-1929 veste la maglia della Fiumana in Divisione Nazionale mentre in quella successiva gioca per la Cremonese il primo campionato di Serie A.

### Allenatore
Ha allenato il Merano squadra della Provincia di Bolzano.

## Palmarès
- Campionato italiano di Serie B: 1

Fiorentina: 1930-1931